# Commissione della sicurezza sociale e della sanità del Consiglio degli Stati
La  Commissione della sicurezza sociale e della sanità del Consiglio degli Stati CSSS-S (in tedesco Kommission für soziale Sicherheit und Gesundheit des Ständerates SGK-S, in francese Commission de la sécurité sociale et de la santé publique du Conseil des Etats CSSS-S, in romancio Cumissiun per segirezza sociala e sanadad dal Cussegl dals chantuns CSSS-S) è una commissione tematica del Consiglio degli Stati della Confederazione elvetica. È composta da 13 membri, di cui un presidente e un vicepresidente. È stata istituita il 25 novembre 1991.

## Funzione
La commissione si occupa dei seguenti temi:
- Assicurazioni sociali, AVS, e assicurazione per l’invalidità (inclusa assicurazione contro la disoccupazione)
- Prestazioni complementari
- Previdenza professionale (personale della Confederazione escluso)
- Aiuto sociale
- Politica sociale della famiglia
- Assicurazione malattie e contro gli infortuni
- Cure mediche di base
- Tutela della salute (sostanze terapeutiche, epidemie) e politica sanitaria
- Medicina dei trapianti
- Stupefacenti e sostanze che generano dipendenza